# Ares-Kliff
Das Ares-Kliff ist ein Kliff aus hellem Sandstein auf der westantarktischen Alexander-I.-Insel. Es ragt 500 m hoch östlich des Mars-Gletschers und 1,5 km nördlich der Two Step Cliffs an der Ostküste der Insel auf.
Teilnehmer der US-amerikanischen Ronne Antarctic Research Expedition (1947–1948) kartierten das Kliff mittels Trimetrogon-Luftaufnahmen. Der Falkland Islands Dependencies Survey nahm zwischen 1948 und 1950 eine Vermessung vor. Das UK Antarctic Place-Names Committee benannte es 1975 nach Ares, dem Gott des schrecklichen Krieges, des Blutbades und Massakers aus der griechischen Mythologie.